# 黒羽根洋司
黒羽根 洋司（くろばね ようじ、昭和22年（1947年）1月 - ）は、日本の整形外科医、日本整形外科学会相談医、郷土史研究家、エッセイスト、鶴岡ハチ公像保存会事務局長、日本医史学会会員、元医療法人黒羽根整形外科理事長。

## 略歴
- 1947年（昭和22年）1月 - 山形県鶴岡市に医師・黒羽根節雄の次男として生まれる。
- 自宅の大部分が貸家となり風呂に入る事が出来なくなったため、鶴乃湯などの銭湯に通っていた。
- 1965年（昭和40年）3月 - 山形県立鶴岡南高等学校卒業
- 1972年（昭和47年） - 福島県立医科大学卒業
- 1977年（昭和52年） - 国際協力機構医療チームの一員となりガーナへ赴任
- 1978年（昭和53年） - 日本へ帰国。
- 福島県相馬市の公立相馬病院（現・公立相馬総合病院）勤務
- 同病院整形外科理学診療長
- 1986年（昭和61年） - 黒羽根整形外科 開院
- 2006年（平成18年）4月 - 鶴岡地区医師会議長 就任
  - 11月3日 - 鶴岡ハチ公像保存会が発足し事務局長 就任
- 2018年（平成30年）6月21日 - 日本整形外科学会相談医

## 受賞歴
- 1999年（平成11年） - 第29回「らくがき文学賞」 受賞
- 2010年（平成22年）11月22日 - 第53回「高山樗牛賞」 受賞
- 2018年（平成30年）12月14日 - 第34回「真壁仁・野の文化賞」 受賞

## 著作物

### 著書
- 1997年（平成9年） - 『ヴィンテージ - 白髭先生の診療余話 - 』 近代文芸社 ISBN 4-89039-514-8
- 1999年（平成11年） - 『懐かしき人々 - 父の父たちの物語 - 』黒羽根洋司
- 2002年（平成14年） - 『耕せども尽きず - 白髭先生の出会いと感動 - 』 近代文芸社 ISBN 4-7733-6925-6
- 2005年（平成17年） - 『遥けき国、ガーナで 』 文芸社 ISBN 4-8355-9107-0
- 2007年（平成19年） - 『Kさんへの手紙』 文芸社 ISBN 978-4-286-02564-3
- 2010年（平成22年） - 『病者の心を心として - 庄内の医人たち - 』 メディア・パブリッシング ISBN 4-9905034-3-0
- 2013年（平成25年） - 『空を仰ぎ風にふかれて - しろひげ先生の四季の便り - 』 ライトハウスパブリケーション ISBN 9784990706708
- 2016年（平成28年） - 『この日、この町、この私。』 ライトハウスパブリケーション ISBN 9784990706722
- 2018年（平成30年） - 『庄内の女たち』 ライトハウスパブリケーション ISBN 9784990706746
- 2020年（令和2年） - 『白球を追いし人々』黒羽根洋司

### 編著
- 2007年（平成19年） - 『茨木のり子六月の会 会報』 茨木のり子六月の会
- 2012年（平成24年） - 『鶴岡は読書のまち：リレーエッセイ「私と読書」』 「読書のまち鶴岡」宣言をすすめる会（代表：黒羽根洋司）編著

### 執筆
- 2009年（平成21年） - 『鶴岡・田川の昭和』 梅木寿雄（監修） いき出版 ISBN 978-4-904614-04-4

## 親族一族
- 六世祖父：服部庄太夫（恒明）
- 五世祖父：大山北李 - 庄内藩士、絵師、葛飾北斎の弟子
- 高祖伯父（北李・長男）：大山庄太夫 - 庄内藩士、留守居役
- 高祖父（北李・三男）：服部和助 - 豊（此面・妻）の父
- 高祖父：白井半内 - 酒田士族、此面の父
- 従祖伯父：服部五老 - 南画家
- 従祖叔父：松平穆堂 - 書家
- 曾祖父：黒羽根此面 - 黒羽根家始祖、旧姓・白井、修験者、檀所院院主
- 義叔曾祖父：石井親憲 - 石井子龍の末裔
- 祖父：黒羽根秀雄 - 海軍大佐、防護巡洋艦「対馬」艦長
- 再従伯父：服部二柳 - 南画家
- 再従伯父：齋藤真成 - 真正極楽寺（真如堂）第53世貫主、洋画家、元・京都教育大学教授
- 伯父（秀雄・長男）：黒羽根忠雄 - 医学博士、医師
- 父（秀雄・次男）：黒羽根節雄 - 医師、海軍軍医
- 母：黒羽根和子
- 兄（節雄・長男）：黒羽根秀機 - 医学博士、医師
- 姉（節雄・長女）：黒羽根節子 - 伊藤良三の妻